# Sillans
Sillans este o comună în departamentul Isère din sud-estul Franței. În 2009 avea o populație de 1.823 de locuitori.

## Evoluția populației
| An        | 1975  | 1982  | 1990  | 1999  | 2006  | 2009  |
| --------- | ----- | ----- | ----- | ----- | ----- | ----- |
| Populație | 1.000 | 1.086 | 1.295 | 1.405 | 1.722 | 1.823 |